# Bilal (chanteur libanais)
Pour les articles homonymes, voir Bilal.

Ban Bella El Hantir dit Bilal, né en 1983, est un chanteur tzigane du Liban qui chante non seulement en arabe mais principalement en domari, sa langue natale et celle du peuple Dom, communauté tzigane à laquelle il appartient.

## Biographie

### Origines
Ban Bella El Hantir plus connu sous le nom de Bilal, vient du peuple Dom, un groupe ethnique romani du Moyen-Orient que les Gadjos appellent le « Nawar » en arabe. Comme la plupart des familles nomades Dom, le clan de Bilal se déplace constamment d'un endroit à l'autre du Moyen-Orient. Pour gagner leur vie pendant leurs arrêts, les hommes adultes jouent d'instruments de musique et chantent, les femmes dansent et racontent la bonne fortune. Quant aux jeunes garçons, ils travaillent souvent comme cireurs de chaussures dans les grandes villes comme Damas, Beyrouth et Istanbul.

### Carrière
Tout commence pour lui sous les fenêtres des bureaux du propriétaire d’une salle de spectacles, le MusicHall, dirigée par l'artiste et producteur gréco-libanais Michel Elefteriades. C'était en 1997 et Bilal n'avait que 14 ans et était cireur de chaussures. Chaque jour en passant, Elefteriades, éminent tsiganologue, discutait avec lui, il avait un intérêt pour les tziganes avec lesquels il avait collaboré en Espagne et avec des fanfares de tziganes des Balkans. Il a commencé à lui faire connaître la culture tzigane mondiale et son histoire. Il lui a fait prendre conscience de son appartenance à une grande famille dispersée aux quatre coins du monde.
Un matin, Elefteriades a entendu Bilal chanter une chanson arabe gitane alors qu'il cirait les chaussures d'un client. Il fut immédiatement frappé par sa voix et sentit le potentiel artistique du jeune homme. Il avait hâte de lancer une carrière réussie pour un artiste issu de la communauté Dom et de réfléchir de manière positive à son impact sur l'image des Gitans dans le monde arabe. Comme Bilal était analphabète et n’était jamais allé à l’école, Elefteriades décide donc de devenir son mentor; il a commencé et soutenu son éducation générale et sa formation musicale. Bilal apprend donc à devenir chanteur avec l’opiniâtreté de ceux qui sont nés en bas de l’échelle sociale. Il a appris à jouer d’un instrument, le bouzoq, qui est pour les tziganes arabes ce qu’est le violon aux tziganes hongrois – ou la guitare pour les gitans espagnols. Il a aussi pris quelques cours de vocalises et au fur et à mesure le succès est venu. Son parrain dans le métier, Michel Elefteriadès, lui fournit également les compétences et les atouts nécessaires pour lui permettre de supporter le stress et les responsabilités de la célébrité future.
En 2002, Bilal a commencé à se produire en concert et a été invité à de grandes émissions de télévision arabes sur les principaux réseaux de télévision par satellite du Moyen-Orient. Le sommet de sa réussite est son apparition à l’un des plus prestigieux festival des arts de la scène du monde arabe, le Festival international de Baalbek. Les enregistrements de Bilal incluent, pour la première fois dans l'histoire, des chansons en langue gitane connue sous le nom de Domari, une langue qui, selon Bilal, est très proche du romani, puisqu'il a pu communiquer avec ses cousins roms de Roumanie, de Bulgarie et de Yougoslavie, chacun parlant sa propre langue maternelle.
Bilal est un invité en 2012 du Coke Studio (Moyen-Orient) aux côtés de Rouwaida Attieh et de la fanfare The Yougoslavian Gypsy Brass Band des Balkans. Ils se réunissent tous pour créer une fusion où la musique orientale Tarab rencontre la musique tzigane.
Durant l'été 2014, Bilal est le premier musicien Dom de la région à sortir un album intitulé Bilal The Gypsy Prince. 
En 2016, il a participé au MusicHallogy Festival qui a eu lieu au MusicHall Waterfront.
En juillet 2017, il est apparu dans un autre festival d'arts du spectacle prestigieux du monde arabe, le Festival international de Jounieh.

## Activisme
En plus d’être un artiste, Bilal s’emploie également activement à faire connaître son peuple, les Doms, qui vit toujours dans des conditions déplorables. 
Être une superstar issue de la communauté Dom n’est pas forcément une position facile à assumer. Dans un pays comme le Liban où les stéréotypes envers les minorités sont nombreux, les Doms ne font pas exception. Ce n’est pas facile d’être un Dom, qu’on ait réussi ou qu’on n'ait pas réussi. Le fait de chanter en domari est donc très important pour Bilal, c’est une manière de mettre les arts au service de sa communauté et d’en faire sa promotion, montrer que les Doms valent bien mieux que ce que véhiculent les clichés.
Les résultats de sa lutte commencent à porter ses fruits, puisque de plus en plus de gens réalisent que les Nawar possèdent un riche patrimoine culturel qui mérite d'être connu et reconnu.